# Rainer Tappeser

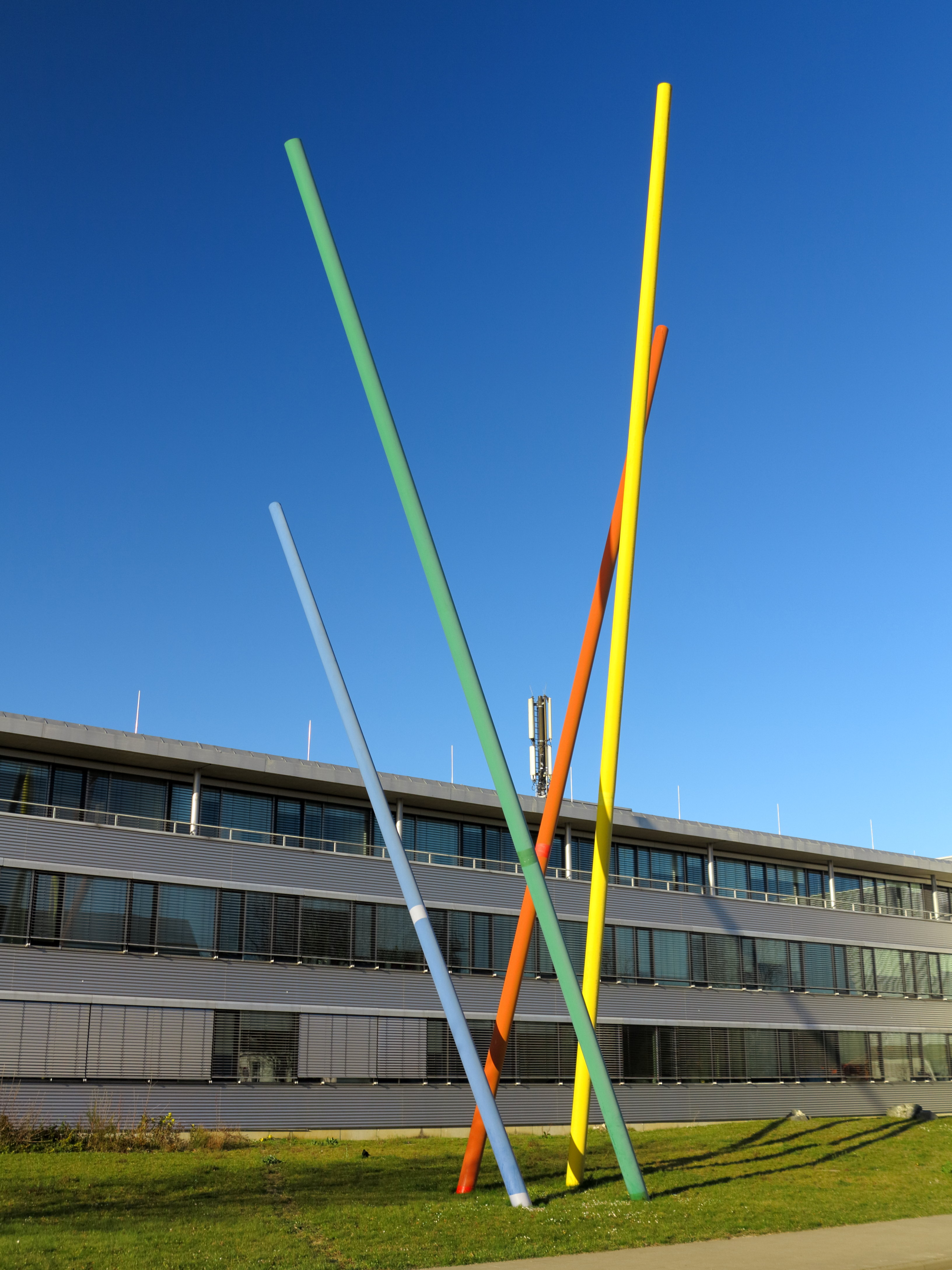
Die Skulptur "Die Himmelsrichtungen" von Rainer Tappeser vor dem LBA in Braunschweig. Geschaffen wurde sie 1998 aus vier unterschiedlich langen Stahl-Rundrohren von 30 cm Durchmesser.

Rainer Tappeser (* 1941 in Düsseldorf) ist ein deutscher Künstler. Er verlebte seine Jugend und Schulzeit in Dortmund.

## Leben
Nach dem Abitur studierte er zunächst an der Werkkunstschule Dortmund bei Ulrich Knispel, der ihn ermunterte, an die Hochschule für Bildende Künste Berlin zu wechseln, Rainer Tappeser bestand dort die Aufnahmeprüfung auf Anhieb. Die HfBK in Berlin war in den 1960er Jahren neben der Kunstakademie Düsseldorf eine der prägenden Ausbildungsinstitution der zeitgenössischen Kunst in Deutschland. Sein Studium finanzierte er sich u. a. mit Jazzmusik und Bühnenbildern. 1969 schloss er mit Arbeiten über Phänomene der Farbe das Studium an der HfBK als Meisterschüler von Hermann Bachmann ab. Seitdem arbeitet er als freier Künstler, hatte Gastprofessuren in Berlin und Brüssel sowie zahlreiche Einzelausstellungen und Ausstellungsbeteiligungen. Er ist Mitglied im Westdeutschen Künstlerbund und im Deutschen Künstlerbund. Tappeser lebt und arbeitet in Düsseldorf und Nordostfrankreich.

## Werk
Tappesers frühe Arbeiten aus den 1960er- und 1970er-Jahren stehen in der Tradition der Konkrenten Kunst, die in Deutschland Ende der 1960er-Jahre u. a. durch Ausstellungen von Josef Albers, Walter Dexel, Max Bill und Günter Fruhtrunk einen neuen Aufschwung erlebte. Schon die konzeptionellen Arbeiten von Rainer Tappeser sind durch seine Leidenschaft zur Segelfliegerei geprägt. So ordnete er den vier Himmelsrichtungen jeweils eine Farbe zu:
- Norden – lichtschwächste Himmelsrichtung: Blau
- Osten – Aufblühen von Licht und Farbe: Rot
- Süden – hellste Himmelsrichtung: Gelb
- Westen – Abklingen von Licht und Farbe: Grün

In späteren Werkkomplexen verarbeitet Rainer Tappeser direkt seine Erfahrungen und Eindrücke, die er beim Fliegen gewinnen konnte. Landschaften und Wolken sind die prägenden Ausgangspunkte, die er malerisch abstrahiert. Zeichnerisch und malerisch werden die visuellen Eindrücke auf Leinwand und Papier interpretiert und reduziert. Die Erdoberfläche bezeichnet er dabei als Erdhaut.

## Einzelausstellungen (Auswahl)
- 1969: Galerie Springer, Berlin
- 1974: Galerie Steintorverlag, Burgdorf
- 1976: Galerie Nothelfer, Berlin
- 1978: Kunsthalle Bielefeld, Bielefeld
- 1981: Karl-Ernst-Osthaus-Museum, Hagen
- 1995: Kunsthalle Wilhelmshaven, Wilhelmshaven
- 2017: Villa Grisebach, Berlin
- 2019: Galerie Floss & Schultz, Köln
- 2020: Museum Wilhelm Morgner, Soest